# ارجن (فیلم)
«ارجن» (انگلیسی: Partha) یک فیلم کانارایی محصول سال ۲۰۰۳ سینمای هند است. نقشهای اصلی را سودیپ و هاردیپ بر عهده دارند.